# Garípa
Garípa, en grec moderne : Γαρίπα, est un village du dème de Minóa Pediáda, en Crète, en Grèce. Selon le recensement de 2011, la population de Garípa compte 350 habitants. Il est situé à une altitude de 250 m et à 44,7 km de Héraklion.